# 1924 en Nouvelle-Écosse
Chronologie de la Nouvelle-Écosse
- 1920
- 1921
- 1922
- 1923
- 1924
- 1925
- 1926
- 1927
- 1928

Cette page concerne des événements d'actualité qui se sont produits durant l'année 1924 dans la province canadienne de la Nouvelle-Écosse.

## Politique
- Premier ministre : Ernest H. Armstrong
- Chef de l'Opposition :
- Lieutenant-gouverneur : MacCallum Grant
- Législature :

## Naissances

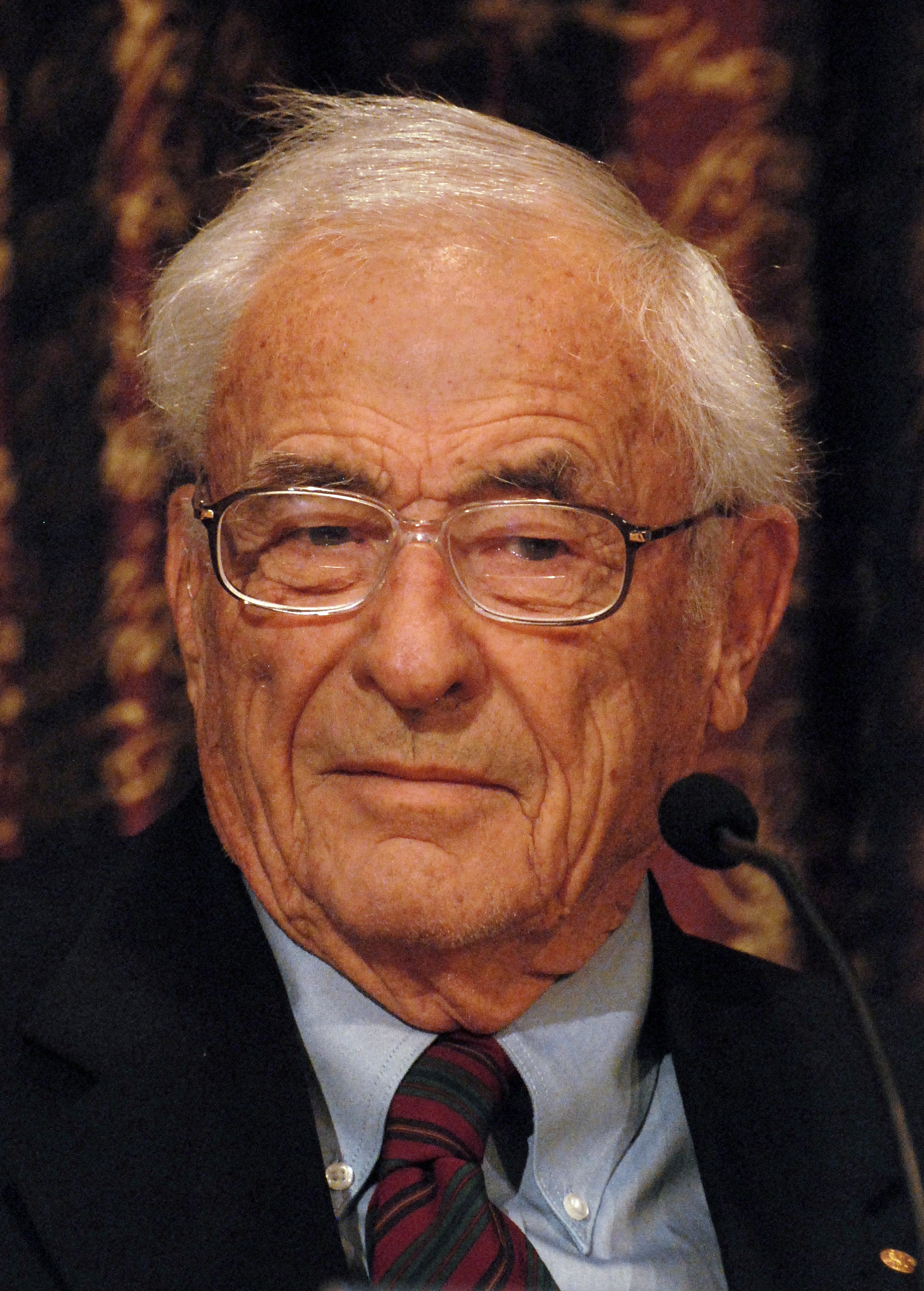
Willard Boyle à la conférence de presse lors du Prix Nobel 2009

- 19 août : Willard Sterling Boyle, né à Amherst et mort le 7 mai 2011 à Wallace, Nova Scotia[1], est un physicien canadien. Il est colauréat avec George E. Smith de la moitié du prix Nobel de physique de 2009 « pour l'invention d'un circuit semiconducteur à imagerie, le capteur CCD[2] ».